# Ampelocissus araneosa
Ampelocissus araneosa là một loài thực vật hai lá mầm trong họ Nho. Loài này được (Dalzell) Gamble miêu tả khoa học đầu tiên năm 1918.